# Dactylorhynchus
 Dactylorhynchus  es un género que tiene asignadas una especie de orquídeas,  de la subtribu Bulbophyllinae de la  familia (Orchidaceae). 

## Especies
- Dactylorhynchus flavescens Schltr.